# نماذج بيانات
نموذج البيانات في علم هندسة البرمجيات هو نموذج مجرد يقوم بتوصيف كيفية عرض وتخزين البيانات. تقوم نماذج المعلومات بتعريف عناصر المعلومات والعلاقات التي تربط عناصر المعلومات والتي تكون في مجال اهتمام معين. ووفقاً لهوبيرمان (2009)، «ان نموذج المعلومات هو اداة تجارية وعلمية، تستخدم مجموعة من الرموز والنصوص لتوضح بدقة جزءاً من المعلومات الحقيقية لتطوير الاتصال داخل المؤسسة وبالتالي تقود لبيئة تطبيقات أكثر مرونة وثباتا».
قد يشير مصطلح نموذج البيانات إلى مفهومين مختلفين لكنهما مرتبطان ببعضهما ارتباطًا وثيقًا. يشير أحيانًا إلى تشكيلٍ مجردٍ للأغراض والعلاقات الموجودة في مجال تطبيق معين: كالعملاء، والمنتجات، والطلبات الموجودة في مؤسسة تصنيع ما. يُشير في أحيان أخرى إلى المفاهيم المستخدمة في تعريف هذه التشكيلات: كمفاهيم الكيانات، أو الصفات، أو العلاقات، أو الجداول. بناء على ذلك، يمكن تعريف «نموذج البيانات» لتطبيق مصرفي ما باستخدام «نموذج بيانات» للكيانات والعلاقات. يستخدم هذا المقال المصطلح بكلا المعنيين.
يحدد نموذج البيانات بنية البيانات بشكل صريح. تُحدَّد نماذج البيانات عادةً بواسطة مختص في البيانات، أو أمين مكتبة البيانات، أو باحث في الإنسانيات الرقمية في تدوين نمذجة البيانات. تُمثل هذه التدوينات عادةً على شكل رسوم بيانية.
قد يُشار إلى نموذج البيانات في بعض الأحيان بأنه بنية بيانات، وخاصةً في سياق لغات البرمجة. تُستكمل نماذج البيانات عادةً بنماذج وظائف الأعمال، لا سيما في سياق نماذج المؤسسات.

## نظرة عامة
تُعد إدارة كميات كبيرة من البيانات المهيكلة وغير المهيكلة وظيفةً أساسية لنظم المعلومات. تصف نماذج البيانات مفاهيم التكامل والمعالجة والبنية للبيانات المُخزنة في نظم إدارة البيانات مثل قواعد البيانات العلائقية. لا تصف هذه النماذج عادةً البيانات غير المهيكلة مثل ملفات معالجة الكلمة، ورسائل البريد الإلكتروني، والصور، والصوت الرقمي، والفيديو.

### دور نماذج البيانات
الهدف الرئيسي من نماذج البيانات هو دعم تطوير نظم المعلومات من خلال توفير تعريف البيانات وشكلها. وفقًا لِويست وفلاور (1999)، «يمكن تحقيق توافقية البيانات إذا نُفذ ذلك باستمرار عبر الأنظمة. إذا استُخدمت هياكل البيانات نفسها لتخزين البيانات والوصول إليها، يمكن لتطبيقات مختلفة أن تتشارك هذه البيانات. نتائج ذلك موضحة في الأعلى. من ناحية ثانية، تُكلف الأنظمة والواجهات عادةً أكثر مما يجب للإنشاء، والمعالجة، والصيانة. قد تُقيّد الأعمالَ أيضًا بدلًا من أن تدعمها. السبب الأكبر هو أن نوعية نماذج البيانات المنفذة في النظم والواجهات ضعيفة».
- «تكون قواعد العمل، الخاصة بكيفية تنفيذ الأشياء في مكان معين، ثابتةً في بنية نموذج البيانات غالبًا. ذلك يعني أن التغيرات الصغيرة في طريقة تنفيذ الأعمال تؤدي إلى تغيرات كبيرة في نظم الحواسيب وواجهاتها».[4]
- «لا تكون أنواع الكيانات مُعرفة عادةً، أو تكون معرفة بشكل غير صحيح. قد يؤدي ذلك إلى تضاعف البيانات، وهياكل البيانات، والأداء الوظيفي، إلى جانب التكاليف المرافقة لهذا التضاعف في التطوير والصيانة».[4]
- «تختلف نماذج البيانات للنظم المختلفة على نحو اعتباطي. نتيجةً لذلك، تكون الواجهات المعقدة مطلوبة بين النظم التي تتشارك البيانات. قد تشكل هذه الواجهات نسبة 25-70% من كلفة الأنظمة الحالية».[4]
- «لا يمكن مشاركة البيانات إلكترونيًا مع العملاء والمزودين، لأنه لم تُوضع معايير موحدة لبنية البيانات ومعناها. على سبيل المثال، ما يزال تبادل بيانات التصميم الهندسية والرسومات في المصانع التجهيزية يجري ورقيًا في بعض الأحيان».[4]

يعود سبب هذه المشاكل إلى نقص المعايير التي تضمن أن تحقق نماذج البيانات متطلبات العمل وأن تكون مستمرة في الوقت ذاته.
يحدد نموذج البيانات بنية البيانات بشكل صريح. تشمل التطبيقات المعتادة لنماذج البيانات نماذج قواعد البيانات، وتصميم نظم المعلومات، وتمكين تبادل البيانات. تكون نماذج البيانات عادةً محددة في لغة نمذجة بيانات معينة.

### ثلاثة منظورات
قد تكون حالة نموذج البيانات واحدةً من ثلاثة أنواع وفقًا للمعهد الأمريكي للمعايير القومية في عام 1975:
- نموذج البيانات المفاهيمي: يصف دلالات مجال ما، على اعتبار أنه يمثل نطاق النموذج. على سبيل المثال، قد يكون نموذجًا لمجال اهتمام منظمة أو صناعة ما. يتألف هذا النموذج من صفوف الكيان (أصناف الكيان)، التي تمثل أنواع الأشياء ذات الأهمية في المجال، وتأكيدات العلاقة حول الارتباطات بين أزواج صفوف الكيان. يحدد المخطط المفاهيمي أنواع الحقائق أو المسائل التي يمكن التعبير عنها باستخدام النموذج. ومن هذا المنطلق، يحدد التعابيرَ المسموحة في «لغة» صناعية ذات مجال محدود بمجال النموذج نفسه.
- نموذج البيانات المنطقي: يصف الدلالات كما تمثلها تقنية معالجة بيانات معينة. يتضمن ذلك توصيفات الجداول والأعمدة، والصفوف كائنية التوجه، ووسوم إكس إم إل (لغة الترميز القابلة للامتداد)، من بين أشياء أخرى.
- نموذج البيانات الفيزيائي: يصف الوسائل الفيزيائية التي تُخزّن عن طريقها البيانات. يتعلق هذا النموذج بالأجزاء، ووحدات المعالجة المركزية، والفضاءات الجدولية، وما شابه ذلك.

تأتي أهمية هذه المقاربة، وفقًا للمعهد الأمريكي للمعايير القومية، من أنها تسمح للمنظورات الثلاثة بأن تكون مستقلة نسبيًا عن بعضها. قد تتغير تقنية التخزين دون التأثير في النموذج المفاهيمي أو المنطقي. قد تتغير بنية العمود/الجدول دون التأثير (بالضرورة) في النموذج المفاهيمي. في كل حالة بالتأكيد، يجب أن تبقى البنية متناسقة مع النموذج الآخر. قد تكون بنية العمود/الجدول مختلفة عن الترجمة المباشرة لصفوف الكيان وخصائصه (واصفاته)، لكن يجب عليها في النهاية أن تحقق أهداف بنية صف الكيان المفاهيمي. تشدد المراحل المبكرة للعديد من مشاريع التطوير البرمجية على تصميم نموذج البيانات المفاهيمي. يمكن تفصيل تصميم كهذا إلى نموذج بيانات منطقي. في المراحل التالية، قد يُترجم هذا النموذج إلى نموذج بيانات فيزيائي. على كل حال، من الممكن أيضًا تنفيذ النموذج المفاهيمي مباشرةً.

## معرض صور

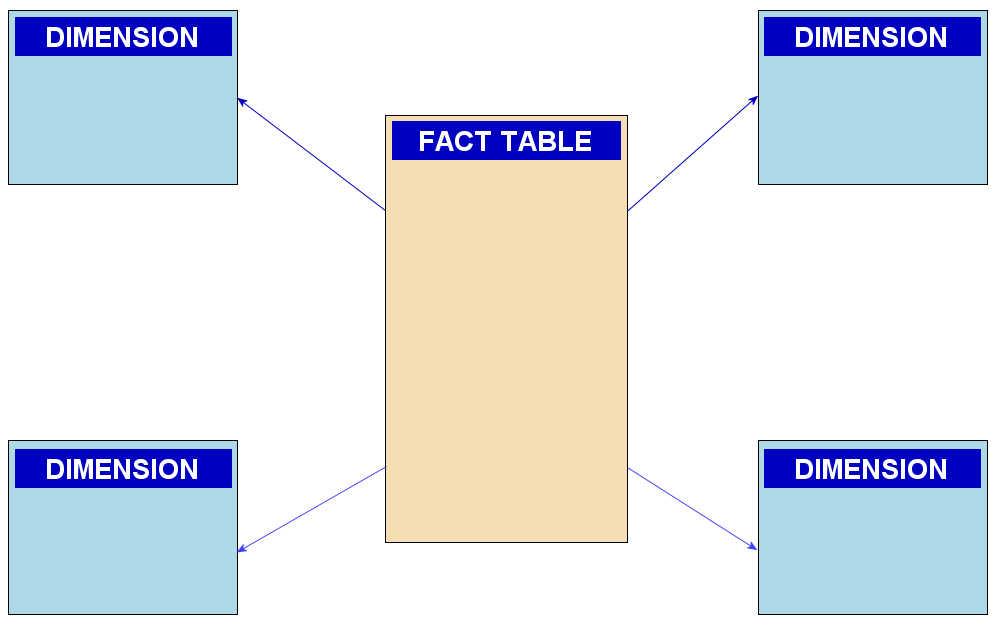
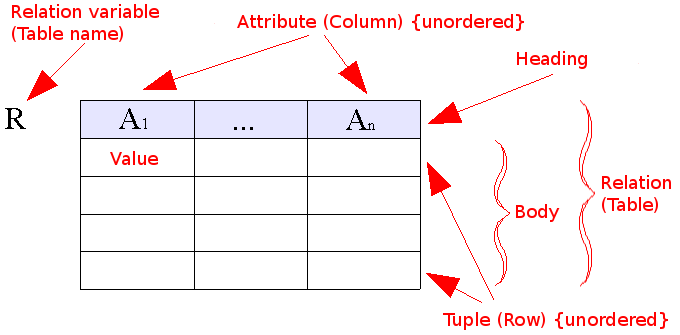